# Lincoln megye (Colorado)
Lincoln megye az Amerikai Egyesült Államokban, azon belül Colorado államban található. Megyeszékhelye Hugo, legnagyobb városa Limon. Lakosainak száma 5675 fő (2020. április 1.). Lincoln megye Washington, Kit Carson, Cheyenne, Crowley, Kiowa, Elbert, El Paso, Arapahoe és Pueblo megyékkel határos.

## Népesség
A megye népességének változása:
| Lakosok száma | 5469 | 5432 | 5449 | 5430 | 5557 | 5675 |
|               | 2010 | 2011 | 2012 | 2013 | 2015 | 2020 |